# Тирни, Эрин
Эрин Хинано Тирни (англ. Erin Hinano Tierney; род. 29 июня 1970, Раротонга) — легкоатлетка с Островов Кука, выступавшая в беге на короткие и средние дистанции и прыжках в длину. Участница летних Олимпийских игр 1988 года. Первая женщина, представлявшая Острова Кука на Олимпийских играх.

## Биография
Эрин Тирни родилась 29 июня 1970 года на острове Раротонга в составе Островов Кука.
Трижды участвовала в чемпионатах мира, выступая в беге на 100 метров, но ни разу не сумела преодолеть первую стадию. В 1987 году в Риме показала результат 13,12 секунды, в 1991 году в Токио — 13,45, в 1993 году в Штутгарте — 13,16.
В 1988 году участвовала в юниорском чемпионате мира в Садбери. В беге на 100 метров выбыла в четвертьфинале (12,65), в прыжках в длину не сумела сделать ни одной результативной попытки.
В 1988 году вошла в состав сборной Островов Кука на летних Олимпийских играх в Сеуле. В беге на 100 метров заняла последнее, 8-е место в 1/8 финала, показав результат 12,52 и уступив 0,94 секунды попавшей в четвертьфинал с 5-го места Франсуазе Леру из Франции. В беге на 200 метров заняла последнее, 8-е место в 1/8 финала с результатом 26,16, уступив 2,58 секунды попавшей в четвертьфинал с 5-го места Маризе Мазулло из Италии. Также была заявлена в прыжках в длину, но не вышла на старт.
Тирни стала первой женщиной, представлявшей Острова Кука на Олимпийских играх.
Была обладательницей национальных рекордов в эстафетах 4х100 метров и 4х400 метров и в прыжках в длину.
Дважды выигрывала бронзовые медали Тихоокеанских мини-игр: в 1985 году на Раротонге в эстафете 4х100 метров, в 1989 году в Нукуалофе в беге на 200 метров.
В 1990 году участвовала в Играх Содружества в Окленде, выбыла в беге на 100 и 200 метров в первой стадии.

## Личные рекорды
- Бег на 100 метров — 12,52 (24 сентября 1988, Сеул)[2]
- Бег на 200 метров — 25,91 (1989)[9]
- Прыжки в длину — 5,37 (28 июня 1988, Данидин)[2]
- Эстафета 4х100 метров — 53,86 (9 августа 1985, Тереора)[2]
- Эстафета 4х400 метров — 4.21,72 (9 августа 1985, Тереора)[2]